# Prima Divisione IFL 2015
La Prima Divisione IFL 2015 è l'8ª edizione del campionato di football americano di Prima Divisione, organizzato dalla IFL e dalla FIDAF.

Con la promozione dei Grizzlies dalla Seconda Divisione e il ripescaggio dei Briganti ufficialmente retrocessi dopo aver perso il playout nel 2014 contro i Marines, il campionato torna a 12 squadre.

Con i 12 Team partecipanti cambia la formula del campionato, che sarà diviso in due gironi, Nord e Sud, formati da 6 team ciascuno.

## Squadre partecipanti
| Club             | Città   | Stadio                                              | Sponsor ufficiale | Risultato nella stagione 2014     |
| ---------------- | ------- | --------------------------------------------------- | ----------------- | --------------------------------- |
| Aquile Ferrara   | Ferrara | Mike Wyatt Field                                    | Rexnord-Tollok    | 9º posto in regular season IFL    |
| Briganti Napoli  | Napoli  | Campo sportivo (Grumo Nevano)                       | Hiltron           | 11º posto in regular season IFL   |
| Dolphins Ancona  | Ancona  | C.S. Comunale (Via Montagnola)                      | GLS               | 6º posto in regular season IFL    |
| Giaguari Torino  | Torino  | Stadio Primo Nebiolo                                |                   | 5º posto in regular season IFL    |
| Giants Bolzano   | Bolzano | Stadio Europa                                       |                   | semifinalisti IFL                 |
| Grizzlies Roma   | Roma    | C.S. Happy Fitness World (ex Salaria Sport Village) |                   | Promossa da LeNAF                 |
| Lions Bergamo    | Bergamo | Stadio Comunale (Azzano San Paolo)                  | Balsamo Srl       | semifinalisti IFL                 |
| Marines Lazio    | Roma    | G.S. Polizia Municipale                             | Cottorella        | 10º posto in regular season IFL   |
| Panthers Parma   | Parma   | Stadio Il Cervo (Collecchio) Stadio Ennio Tardini   |                   | finalisti IFL                     |
| Rhinos Milano    | Milano  | Velodromo Maspes-Vigorelli                          | Sampla Belting    | 7º posto in regular season IFL    |
| Seamen Milano    | Milano  | Velodromo Maspes-Vigorelli                          | Cisalfa           | vincitori XXXIV Italian Superbowl |
| Warriors Bologna | Bologna | Alfheim Field – Centro sportivo "Giorgio Bernardi"  |                   | 8º posto in regular season IFL    |

## Stagione regolare

### Calendario

#### 1ª giornata
| Milano 7 marzo 2015, ore 18:00 CEST | Rhinos Milano | 21 – 6 (7-0 7-0 0-0 7-6) | Giaguari Torino | Velodromo Maspes-Vigorelli |

| Roma 8 marzo 2015, ore 14:00 CEST | Grizzlies Roma | 14 – 37 (8-3 0-7 6-7 0-20) | Dolphins Ancona | C.S. Happy Fitness – Via San Gaggio 5 |

| Ferrara 8 marzo 2015, ore 14:30 CEST | Aquile Ferrara | 23 – 28 (16-0 0-8 0-14 7-6) | Warriors Bologna | Mike Wyatt Field |

| Grumo Nevano 8 marzo 2015, ore 14:30 CEST | Briganti Napoli | 7 – 50 (7-12 0-24 0-8 0-6) | Marines Lazio | Campo sportivo |

| Collecchio 8 marzo 2015, ore 15:00 CEST | Panthers Parma | 38 – 13 (3-0 14-0 7-13 14-0) | Seamen Milano | Stadio Il Cervo |

| Cologno al Serio 8 marzo 2015, ore 16:00 CEST | Lions Bergamo | 20 – 31 (6-14 14-10 0-7 0-0) | Giants Bolzano | Stadio Giacinto Facchetti |

#### 2ª giornata
| Milano 14 marzo 2015, ore 18:10 CEST | Seamen Milano | 34 – 0 (14-0 13-0 7-0 0-0) | Lions Bergamo | Velodromo Maspes-Vigorelli |

| Torino 14 marzo 2015, ore 21:00 CEST | Giaguari Torino | 14 – 28 (7-7 7-14 0-7 0-0) | Panthers Parma | Stadio Primo Nebiolo |

| Bolzano 15 marzo 2015, ore 14:30 CEST | Giants Bolzano | 36 – 27 (9-0 6-6 7-7 14-14) | Rhinos Milano | Stadio Europa |

| Ancona 15 marzo 2015, ore 14:30 CEST | Dolphins Ancona | 41 – 7 (7-0 21-7 13-0 0-0) | Aquile Ferrara | C.S. Comunale – Via Montagnola |

| Roma 15 marzo 2015, ore 15:00 CEST | Marines Lazio | 34 – 12 (0-6 20-6 6-0 8-0) | Grizzlies Roma | G.S. Polizia Municipale |

| Bologna 15 marzo 2015, ore 16:30 CEST | Warriors Bologna | 24 – 6 (6-0 0-0 12-0 6-6) | Briganti Napoli | Alfheim Field – Centro sportivo "Giorgio Bernardi" |

#### 3ª giornata
| Milano 22 marzo 2015, ore 18:20 CEST | Seamen Milano | 41 – 24 (7-6 6-3 7-7 21-8) | Giaguari Torino | Velodromo Maspes-Vigorelli |

| Bologna 21 marzo 2015, ore 21:00 CEST | Warriors Bologna | 0 – 10 (0-0 0-0 0-3 0-7) | Dolphins Ancona | Alfheim Field – Centro sportivo "Giorgio Bernardi" |

| Ferrara 22 marzo 2015, ore 14:30 CEST | Aquile Ferrara | 14 – 30 (0-8 7-6 7-0 0-16) | Marines Lazio | Mike Wyatt Field |

| Bolzano 22 marzo 2015, ore 14:30 CEST | Giants Bolzano | 32 – 20 (6-7 6-7 6-6 14-0) | Panthers Parma | Stadio Europa |

| Roma 22 marzo 2015, ore 15:00 CEST | Grizzlies Roma | 26 – 0 (0-0 7-0 13-0 6-0) | Briganti Napoli | C.S. Happy Fitness – Via San Gaggio 5 |

#### 4ª giornata
| Milano 28 marzo 2015, ore 18:00 CEST | Rhinos Milano | 0 – 34 (0-0 0-14 0-14 0-6) | Seamen Milano | Velodromo Maspes-Vigorelli |

| Torino 29 marzo 2015, ore 15:00 CEST | Giaguari Torino | 0 – 35 (0-0 0-14 0-7 0-14) | Giants Bolzano | Stadio Primo Nebiolo |

| Roma 29 marzo 2015, ore 15:00 CEST | Grizzlies Roma | 14 – 17 (7-7 0-7 0-3 7-0) | Warriors Bologna | C.S. Happy Fitness - Via San Gaggio 5 |

| Collecchio 29 marzo 2015, ore 15:00 CEST | Panthers Parma | 10 – 7 (0-0 7-0 0-0 3-7) | Lions Bergamo | Stadio Il Cervo |

| Roma 29 marzo 2015, ore 15:00 CEST | Marines Lazio | 58 – 34 (8-13 22-7 16-6 12-8) | Dolphins Ancona | G.S. Polizia Municipale |

| Grumo Nevano 29 marzo 2015, ore 15:30 CEST | Briganti Napoli | 16 – 33 (0-0 0-6 0-14 16-13) | Aquile Ferrara | Campo sportivo |

#### Bye 1
| Azzano San Paolo 4 aprile 2015, ore 14:30 CEST | Lions Bergamo | 28 – 35 (0-0 7-14 14-14 7-7) | Rhinos Milano | Campo Comunale |

#### Bye 2
| Bolzano 12 aprile 2015, ore 14:30 CEST | Giants Bolzano | 14 – 30 (0-7 7-17 7-0 0-6) | Seamen Milano | Stadio Europa |

| Ferrara 12 aprile 2015, ore 00:00 CEST | Aquile Ferrara | 10 – 13 (3-0 0-6 7-7 0-0) | Grizzlies Roma | Mike Wyatt Field |

#### 5ª giornata
| Ancona 18 aprile 2015, ore 18:30 CEST | Dolphins Ancona | 70 – 0 (14-0 22-0 21-0 13-0) | Briganti Napoli | C.S. Comunale - Via Montagnola |

| Torino 18 aprile 2015, ore 21:00 CEST | Giaguari Torino | 20 – 0 (3-0 17-0 0-0 0-0) | Lions Bergamo | Stadio Primo Nebiolo |

| Bologna 18 aprile 2015, ore 21:00 CEST | Warriors Bologna | 14 – 24 (0-8 12-0 0-0 2-16) | Marines Lazio | Alfheim Field – Centro sportivo "Giorgio Bernardi" |

| Milano 19 aprile 2015, ore 12:05 CEST | Rhinos Milano | 22 – 23 (0-9 8-7 8-0 6-7) | Panthers Parma | Velodromo Maspes-Vigorelli |

#### 6ª giornata
| Milano 26 aprile 2015, ore 18:00 CEST | Seamen Milano | 44 – 3 (12-0 13-3 13-0 6-0) | Panthers Parma | Velodromo Maspes-Vigorelli |

| Ancona 25 aprile 2015, ore 18:00 CEST | Dolphins Ancona | 34 – 7 (0-0 14-7 7-0 13-0) | Grizzlies Roma | C.S. Comunale - Via Montagnola |

| Torino 26 aprile 2015, ore 21:00 CEST | Giaguari Torino | 6 – 32 (0-13 0-13 0-6 6-0) | Rhinos Milano | Stadio Primo Nebiolo |

| Bologna 25 aprile 2015, ore 21:00 CEST | Warriors Bologna | 6 – 20 (0-7 0-7 6-6 0-0) | Aquile Ferrara | Alfheim Field – Centro sportivo "Giorgio Bernardi" |

| Bolzano 26 aprile 2015, ore 14:30 CEST | Giants Bolzano | 26 – 6 (6-0 0-6 13-0 7-0) | Lions Bergamo | Stadio Europa |

| Roma 26 aprile 2015, ore 16:00 CEST | Marines Lazio | 70 – 0 (30-0 24-0 8-0 8-0) | Briganti Napoli | G.S. Polizia Municipale |

#### 7ª giornata
| Milano 2 maggio 2015, ore 18:00 CEST | Rhinos Milano | 31 – 8 (7-0 10-0 7-0 7-8) | Giants Bolzano | Velodromo Maspes-Vigorelli |

| Parma 3 maggio 2015, ore 15:00 CEST | Panthers Parma | 28 – 0 (7-0 7-0 7-0 7-0) | Giaguari Torino | Stadio Ennio Tardini |

| Roma 3 maggio 2015, ore 15:00 CEST | Grizzlies Roma | 16 – 38 (7-8 3-8 0-16 6-6) | Marines Lazio | C.S. Happy Fitness - Via San Gaggio 5 |

| Ferrara 3 maggio 2015, ore 15:30 CEST | Aquile Ferrara | 20 – 25 (14-7 0-9 0-0 6-9) | Dolphins Ancona | Mike Wyatt Field |

| Grumo Nevano 3 maggio 2015, ore 15:30 CEST | Briganti Napoli | 0 – 33 (0-13 0-8 0-6 0-6) | Warriors Bologna | Campo sportivo |

#### 8ª giornata
| Torino 9 maggio 2015, ore 21:00 CEST | Giaguari Torino | 25 – 32 (0-7 6-3 6-14 13-8) | Seamen Milano | Stadio Primo Nebiolo |

#### 9ª giornata
| Bologna 16 maggio 2015, ore 21:00 CEST | Warriors Bologna | 0 – 24 (0-14 0-3 0-0 0-7) | Grizzlies Roma | Alfheim Field – Centro sportivo "Giorgio Bernardi" |

| Collecchio 17 maggio 2015, ore 15:00 CEST | Panthers Parma | 24 – 13 (0-6 3-0 7-0 14-7) | Giants Bolzano | Stadio Il Cervo |

| Roma 17 maggio 2015, ore 16:00 CEST | Marines Lazio | 58 – 20 (22-0 16-8 20-6 0-6) | Aquile Ferrara | G.S. Polizia Municipale |

| Azzano San Paolo 17 maggio 2015, ore 16:00 CEST | Lions Bergamo | 25 – 21 (0-7 0-0 6-7 19-7) | Seamen Milano | Campo Comunale |

#### 10ª giornata
| 24 maggio 2015, ore 00:00 CEST | Lions Bergamo | 0 – 38 (0-14 0-7 0-10 0-7) | Panthers Parma |  |

| 24 maggio 2015, ore 00:00 CEST | Seamen Milano | 22 – 30 (7-10 0-6 0-7 15-7) | Rhinos Milano |  |

| 24 maggio 2015, ore 00:00 CEST | Aquile Ferrara | 55 – 7 (14-7 27-0 14-0 0-0) | Briganti Napoli |  |

| Ancona 23 maggio 2015, ore 20:00 CEST | Dolphins Ancona | 45 – 32 (13-6 8-14 16-6 8-6) | Marines Lazio | C.S. Comunale - Via Montagnola |

| Bolzano 24 maggio 2015, ore 21:00 CEST | Giants Bolzano | 22 – 14 (0-0 20-7 0-0 2-7) | Giaguari Torino | Stadio Europa |

#### 11ª giornata
| Milano 30 maggio 2015, ore 18:00 CEST | Seamen Milano | 7 – 6 o.t. (0-0 0-0 0-0 0-0 7-6) | Giants Bolzano | Velodromo Maspes-Vigorelli |

| Roma 31 maggio 2015, ore 15:00 CEST | Grizzlies Roma | 19 – 17 (0-0 19-7 0-10 0-0) | Aquile Ferrara | C.S. Happy Fitness - Via San Gaggio 5 |

| Parma 31 maggio 2015, ore 15:00 CEST | Panthers Parma | 35 – 14 (14-0 7-7 7-0 7-7) | Rhinos Milano | Stadio Ennio Tardini |

| Azzano San Paolo 31 maggio 2015, ore 15:30 CEST | Lions Bergamo | 28 – 0 (7-0 0-0 7-0 14-0) | Giaguari Torino | Stadio Comunale |

| Grumo Nevano 31 maggio 2015, ore 15:30 CEST | Briganti Napoli | 0 – 41 (0-14 0-14 0-7 0-6) | Dolphins Ancona | Campo sportivo |

| Roma 31 maggio 2015, ore 16:00 CEST | Marines Lazio | 36 – 20 (8-6 16-14 6-0 6-0) | Warriors Bologna | G.S. Polizia Municipale |

#### Bye 3
| Milano 6 giugno 2015, ore 17:00 CEST | Rhinos Milano | 18 – 37 (7-0 3-21 0-7 8-9) | Lions Bergamo | Velodromo Maspes-Vigorelli |

| Ancona 6 giugno 2015, ore 17:00 CEST | Dolphins Ancona | 14 – 15 (0-0 7-3 7-0 0-12) | Warriors Bologna | C.S. Comunale - Via Montagnola |

| Grumo Nevano 7 giugno 2015, ore 15:30 CEST | Briganti Napoli | 0 – 8 d.g.s. | Grizzlies Roma | Campo sportivo |

### Classifica
La classifica della regular season è la seguente:
- PCT = percentuale di vittorie, G = partite giocate, V = partite vinte, P = partite perse, PF = punti fatti, PS = punti subiti
- La qualificazione ai playoff è indicata in verde
- Le partecipanti al PlayOut per la permanenza in IFL sono indicate in giallo

#### Classifica Girone Nord (Verde)
| Pos. | Squadra         | PCT   | G  | V | P | PF  | PS  |
| ---- | --------------- | ----- | -- | - | - | --- | --- |
| 1    | Panthers Parma  | 0.800 | 10 | 8 | 2 | 247 | 159 |
| 2    | Seamen Milano   | 0.700 | 10 | 7 | 3 | 278 | 165 |
| 3    | Giants Bolzano  | 0.600 | 10 | 6 | 4 | 223 | 179 |
| 4    | Rhinos Milano   | 0.500 | 10 | 5 | 5 | 230 | 235 |
| 5    | Lions Bergamo   | 0.300 | 10 | 3 | 7 | 151 | 233 |
| 6    | Giaguari Torino | 0.100 | 10 | 1 | 9 | 109 | 267 |

#### Classifica Girone Sud (Rosso)
| Pos. | Squadra          | PCT   | G  | V | P  | PF  | PS  |
| ---- | ---------------- | ----- | -- | - | -- | --- | --- |
| 1    | Marines Lazio    | 0.900 | 10 | 9 | 1  | 430 | 182 |
| 2    | Dolphins Ancona  | 0.800 | 10 | 8 | 2  | 351 | 153 |
| 3    | Grizzlies Roma   | 0.500 | 10 | 5 | 5  | 153 | 187 |
| 4    | Warriors Bologna | 0.500 | 10 | 5 | 5  | 157 | 171 |
| 5    | Aquile Ferrara   | 0.300 | 10 | 3 | 7  | 219 | 243 |
| 6    | Briganti Napoli  | 0.000 | 10 | 0 | 10 | 36  | 410 |

## Playoff e playout
|  | Quarti di finale    | Quarti di finale    | Quarti di finale  |                   |                   | Semifinali        | Semifinali | Semifinali |  |  | Finale | Finale | Finale |  |
|  |                     |                     |                   |                   |                   |                   |            |            |  |  |        |        |        |  |
|  | 1N Panthers Parma   | 1N Panthers Parma   | 43                |                   |                   |                   |            |            |  |  |        |        |        |  |
|  | 1N Panthers Parma   | 1N Panthers Parma   | 43                |                   |                   |                   |            |            |  |  |        |        |        |  |
|  | 4S Warriors Bologna | 4S Warriors Bologna | 14                |                   |                   |                   |            |            |  |  |        |        |        |  |
|  | 4S Warriors Bologna | 4S Warriors Bologna | 14                |                   | 1N Panthers Parma | 1N Panthers Parma | 14         |            |  |  |        |        |        |  |
|  |                     |                     |                   |                   | 1N Panthers Parma | 1N Panthers Parma | 14         |            |  |  |        |        |        |  |
|  |                     |                     | 3N Giants Bolzano | 3N Giants Bolzano | 7                 |                   |            |            |  |  |        |        |        |  |
|  | 2S Dolphins Ancona  | 2S Dolphins Ancona  | 3N Giants Bolzano | 3N Giants Bolzano | 7                 | 6                 |            |            |  |  |        |        |        |  |
|  | 2S Dolphins Ancona  | 2S Dolphins Ancona  |                   |                   |                   |                   |            |            |  |  |        |        |        |  |
|  | 3N Giants Bolzano   | 3N Giants Bolzano   | 18                |                   |                   |                   |            |            |  |  |        |        |        |  |
|  | 3N Giants Bolzano   | 3N Giants Bolzano   | 18                |                   | 1N Panthers Parma | 1N Panthers Parma | 14         |            |  |  |        |        |        |  |
|  |                     |                     |                   |                   |                   |                   |            |            |  |  |        |        |        |  |
|  |                     |                     | 2N Seamen Milano  | 2N Seamen Milano  | 24                |                   |            |            |  |  |        |        |        |  |
|  | 1S Marines Lazio    | 1S Marines Lazio    | 2N Seamen Milano  | 2N Seamen Milano  | 24                | 20                |            |            |  |  |        |        |        |  |
|  | 1S Marines Lazio    | 1S Marines Lazio    |                   |                   |                   |                   |            |            |  |  |        |        |        |  |
|  | 4N Rhinos Milano    | 4N Rhinos Milano    | 40                |                   |                   |                   |            |            |  |  |        |        |        |  |
|  | 4N Rhinos Milano    | 4N Rhinos Milano    | 40                |                   | 4N Rhinos Milano  | 4N Rhinos Milano  | 20         |            |  |  |        |        |        |  |
|  |                     |                     |                   |                   | 4N Rhinos Milano  | 4N Rhinos Milano  | 20         |            |  |  |        |        |        |  |
|  |                     |                     | 2N Seamen Milano  | 2N Seamen Milano  | 25                |                   |            |            |  |  |        |        |        |  |
|  | 2N Seamen Milano    | 2N Seamen Milano    | 2N Seamen Milano  | 2N Seamen Milano  | 25                | 48                |            |            |  |  |        |        |        |  |
|  | 2N Seamen Milano    | 2N Seamen Milano    |                   |                   |                   |                   |            |            |  |  |        |        |        |  |
|  | 3S Grizzlies Roma   | 3S Grizzlies Roma   | 12                |                   |                   |                   |            |            |  |  |        |        |        |  |

### Quarti di finale
| Milano 13 giugno 2015, ore 18:30 CEST | Seamen Milano | 48 – 12 (14-0 28-0 6-6 0-6) | Grizzlies Roma | Velodromo Maspes-Vigorelli |

| Parma 14 giugno 2015, ore 16:00 CEST | Panthers Parma | 43 – 14 (23-7 0-0 6-0 14-7) | Warriors Bologna | Stadio Ennio Tardini |

| Roma 14 giugno 2015, ore 18:00 CEST | Marines Lazio | 20 – 40 (6-13 8-13 0-0 6-14) | Rhinos Milano | G.S. Polizia Municipale |

| Ancona 14 giugno 2015, ore 18:00 CEST | Dolphins Ancona | 6 – 18 (6-3 0-0 0-15 0-0) | Giants Bolzano | C.S. Comunale - Via Montagnola |

### Semifinali
| Parma 21 giugno 2015, ore 16:00 CEST | Panthers Parma | 14 – 7 (0-0 7-7 7-0 0-0) | Giants Bolzano | Stadio Ennio Tardini |

| Milano 21 giugno 2015, ore 18:00 CEST | Rhinos Milano | 20 – 25 (0-6 7-6 6-0 7-13) | Seamen Milano | Velodromo Maspes-Vigorelli |

### Playout
| Torino 21 giugno 2015, ore 18:00 CEST | Giaguari Torino | 8 – 0 d.g.s. Non disputata per ritiro dei Briganti. | Briganti Napoli | Stadio Primo Nebiolo |

### Italian Bowl
| Milano 4 luglio 2015, ore 20:00 CEST | Panthers Parma | 14 – 24 (0-14 0-0 0-0 14-10) | Seamen Milano | Velodromo Maspes-Vigorelli |

## Verdetti
- Seamen Milano Campioni d'Italia 2015 e qualificati alla IFAF Europe Champions League 2016
- Briganti Napoli retrocessi in Terza Divisione FIDAF 2016